# Classico (album)
Classico è il terzo album di Bassi Maestro, uscito nel marzo 2000 per Area Cronica Entertainment.

## Tracce
Musiche di Bassi Maestro.
1. Potete entrare
2. Dramma (Bassi Maestro)
3. Classico (Bassi Maestro)
4. La bomba (Bassi Maestro)
5. Slang
6. Nel mix feat. DJ Zeta, Cricca Dei Balordi (Bassi Maestro, Cricca Dei Balordi)
7. È così che va (Bassi Maestro)
8. Il mondo dei pazzi (Bassi Maestro)
9. L'incidente
10. L'hip hop è la mia vita (Bassi Maestro)
11. Constatazione servile
12. Parla tu! (Bassi Maestro)
13. In confronto (Bassi Maestro)
14. Wack Rappaz (pupazzi…)  (Bassi Maestro)
15. La confessione
16. Faglielo sapere, Busdeez!! (Bassi Maestro)
17. Lo sanno feat. Tormento, Medda (Bassi Maestro, Tormento, Medda)
18. Yo, hey feat. Macro Marco (Bassi Maestro, Macro Marco)
19. Dicembre 1999 (Bassi Maestro)
20. Dovete andarvene